# Larca lucentina
Espèce
Larca lucentina est une espèce de pseudoscorpions de la famille des Larcidae.

## Distribution
Cette espèce est endémique de la communauté valencienne en Espagne. Elle se rencontre à Villena dans la grotte Sima del Poste.

## Étymologie
Son nom d'espèce lui a été donné en référence au lieu de sa découverte, Lucentum.

## Publication originale
- Zaragoza, 2005 : Two new cave-dwelling Larca species from the South-East of Spain (Arachnida, Pseudoscorpiones, Larcidae). Revue Suisse de Zoologie, vol. 112, no 1, p. 195-213 (texte intégral).